# Пиофилёз
Пиофилёз (Piophilosis) — миаз, вызванный личинками мух рода Piophila, характеризуется главным образом острыми кишечными расстройствами.

## Этиология
Возбудитель — Сырная муха Piophila casei (Linnaeus, 1758) (сем. Piophilidae, отр. Diptera) широко распространена в природе. Тело длиной до 4,5 мм, чёрное, блестящее. Самки откладывают 40—120 яиц на поверхность солёной рыбы, сыра, ветчины, икры, сала и др. продуктов. Имаго длиной 4—5 мм. 
Личинки сырной мухи белые, блестящие, длиной 1—3 мм. Головной конец узкий, ротовые органы имеют вид хорошо заметных чёрных крючков. Задний конец наиболее расширен, на особых желтых бугорках здесь находятся дыхальца. Поверхность со стороны спины гладкая, с нижней имеются три ряда мелких зубчиков. Благодаря толстой оболочке личинка очень устойчива и не погибает проходя через ЖКТ человека.
Человек заражается при попадании с пищей личинок возбудителя.

## Патогенез
Личинки P. casei способны выживать в желудочно-кишечном тракте человека, паразитируя в кишечнике, и вызывать кишечный миаз. 
Личинки могут привести к возникновению серьёзных кишечных поражений, когда пытаются "бурить" через стенки кишечника. Могут возникать язвы кишечной стенки.
Симптомы инфекции включают рвоту, боль в животе, кровавый понос, и напоминают тиф. Живые и мёртвые личинки наблюдаться в экскрементах.
P. casei могут вызывать также мочеполовой миаз и паразитировать в носовой полости, вызывая назальный миаз.